# ヨハネス1世ドゥーカス
ヨハネス1世ドゥーカス（Ιωάννης Α' Δούκας Κομνηνός, ローマ字転写: Ioannes I Doukas Komnenos, 生年不詳 - 1289年）は、テッサリア君主国の君主（在位：1271年 - 1289年）。ヨハネス・ドゥーカス・コムネノスとも。ミカエル2世アンゲロス・コムネノスの庶子。中世ギリシア語ではヨアニス1世ドゥカス・コムニノス。

## 生涯
1271年、父・ミカエル2世が死去した後を嫡男のニケフォロス1世が継いだ。庶子であったヨハネスはこれに不満を持ち、テッサリア・ネオパトラス市にて独立して自ら専制公に名乗りを上げた。後にコンスタンティノポリス宮廷から専制公より一段低い尊厳公（セバストクラトル）称号を授与され、それを以て君主号とした。ここにエピロス専制公国は分裂する。ヨハネスは野心的な人物で、コンスタンティノープルの皇帝ともエピロス専制公とも競合関係に入った。1275年、1277年と二度にわたる東ローマ帝国皇帝・ミカエル8世パレオロゴスの侵攻を撃退し、独立君主としての力と権威を示した。テッサリアが独立の一地方としての歴史を歩み始めたのも彼の時代からである。しかし一方で1259年のペラゴニアの戦いに於けるエピロス側の敗因の一つがヨハネスと同盟者アカイア公ギヨーム2世・ド・ヴィルアルドゥアンとの些細な対立にあったように、彼の野心と矜持それ自体がエピロスとテッサリア両国の分裂・抗争・衰退を招き、ニカイア帝国・復興東ローマ帝国を利した事も否定できない。

## 家族
妻（個人名不明）はタロナスの娘。
- ミカエル・コムネノス（Μιχαήλ Κομνηνός） - 1283年にコンスタンティノポリス宮廷に預けられる。ブルガリア皇帝イヴァン・アセン3世の娘と結婚。1307年にコンスタンティノポリスで没。
- コンスタンティノス - テッサリア君主
- テオドロス・アンゲロス（Θεόδωρος Άγγελος） - 兄コンスタンティノスと共治。アルメニア王女と結婚予定であったが不成立に終わった。没年不明だが兄コンスタンティノスとほぼ同時期に死去したものと考えられている。
- ヘレネ（Ελένη） - アテネ公ギヨーム・ド・ラ・ロシュの妻
- 娘（個人名不明） - 有力者アンドロニコス・タルハニオティスの妻
- ヘレネ - セルビア王ステファン・ウロシュ2世ミルティンの妻